# Bissetriz
A bissetriz (AO 1945: bissectriz) é o lugar geométrico dos pontos que equidistam de duas retas concorrentes e, por consequência, divide um ângulo em dois ângulos congruentes.

## Tipos de bissetriz
Existem dois tipos de bissetriz:
- A bissetriz interna - que é a bissetriz do próprio ângulo.
- A bissetriz externa - que é a bissetriz do ângulo formado por uma semirreta que compõe o ângulo e pela semirreta oposta à outra semirreta, ou em outras palavras, é a bissetriz do ângulo suplementar a este.

## Propriedades de uma bissetriz
- As bissetrizes de dois ângulos replementares são semirretas opostas.
- Analogamente, as bissetrizes de dois ângulos opostos pelo vértice são semirretas opostas.
- As bissetrizes de dois ângulos suplementares são perpendiculares.
- O ponto onde a bissetriz corta o lado oposto do triângulo é chamado de pé da bissetriz.

## Construção com régua e compasso

Construção de uma bissetriz

Traçado da bissetriz de um ângulo usando régua e compasso:
- Centre o compasso no ponto O e trace uma circunferência qualquer, a interseção com as semirretas determina os pontos A e B.
- Centre o compasso em A e trace um arco de circunferência maior do que a metade do segmento AB, a fim de evitar imprecisões.
- Centre o compasso em B e trace o mesmo arco anterior.
- A interseção dos arcos determina o ponto C.
- A bissetriz do ângulo O passa pelos pontos C e O.

### Para a bissetriz de um ângulo côncavo
A bissetriz de um ângulo côncavo será a semirreta oposta à bissetriz do ângulo replementar deste.

## Bissetrizes de um triângulo

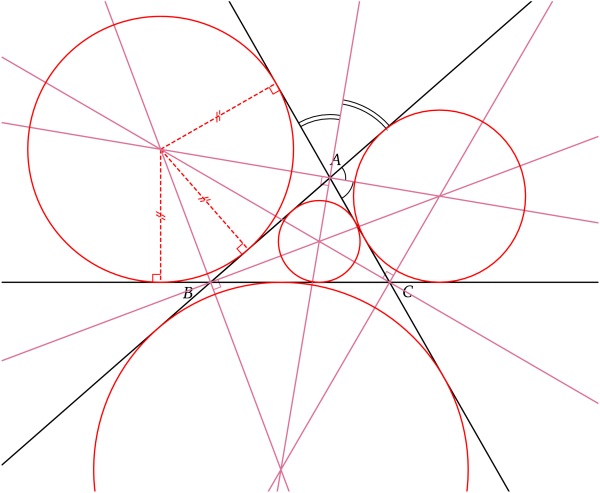
Bissetrizes de um triângulo e círculos exinscritos e inscritos

Um triângulo possui dois tipos de bissetrizes: bissetrizes internas e bissetrizes externas.
- As três bissetrizes internas do triângulo são concorrentes, e o ponto de encontro delas é o incentro, que é o centro da circunferência inscrita no triângulo, e este ponto também é equidistante de todos os lados do triângulo.
- É sabido também que duas bissetrizes externas de dois vértices diferentes, junto com a bissetriz interna do terceiro vértice do triângulo também são concorrentes e se encontram no exincentro dele, que é tangente a um lado do triângulo e aos prolongamentos dos outros dois lados deste triângulo.

## Teorema da bissetriz interna

Neste triângulo, BD:DC = AB:AC.

O teorema da bissetriz interna diz que, dado um triângulo ABC, fazendo-se uma bissetriz interna do ângulo A que determina sobre o segmento BC um ponto D, tem-se que os segmentos BD e CD formados por este ponto são diretamente proporcionais aos lados AB e AC, respectivamente. Em outras palavras, tendo um triângulo ABC, partindo uma bissetriz de A, e sendo D a intersecção entre a bissetriz e o lado BC, tem-se que:
{\displaystyle {\frac {AB}{BD}}={\frac {AC}{CD}}}

## Teorema da bissetriz externa

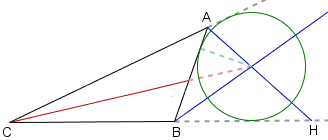
Neste triângulo BH:CH=AB:AC

O teorema da bissetriz externa diz que, dado um triângulo ABC, fazendo-se uma bissetriz externa do ângulo A que determina sobre a reta do segmento BC um ponto H, tem-se que os segmentos BH e CH formados por este ponto são diretamente proporcionais aos lados AB e AC, respectivamente.
Em outras palavras, tendo um triângulo ABC, partindo uma bissetriz externa de A, e sendo H a intersecção entre a bissetriz e a reta do lado BC, tem-se que:
{\displaystyle {\frac {AC}{CH}}={\frac {AB}{BH}}}

## Teorema de Steiner-Lehmus
- Se duas bissetrizes internas de um triângulo têm o mesmo comprimento, então o triângulo é isósceles (tem dois lados iguais).